# Turnau (Styrie)
Pour les articles homonymes, voir Turnau.
Turnau est une commune ainsi qu'une petite station de ski, situées dans le District de Bruck-Mürzzuschlag dans le nord-est du Land de Styrie en Autriche.